# إيان أشلي
إيان أشلي (بالإنجليزية: Ian Ashley) مواليد 26 أكتوبر 1947 في فوبرتال، شمال الراين-وستفاليا، ألمانيا الغربية، هو سائق فورملا 1 بريطاني بدأ مسيرته الاحترافية سنة 1974. كان أول سباق له هو سباق جائزة ألمانيا الكبرى 1974. خاض خلال مسيرته 11 سباقاً.

## سباقات شارك فيها
- البطولة الأمريكية لسباق السيارات